# Organiseret vildskab
|  | Denne artikel er oprettet af botten Steenthbot ud fra en ekstern database. Den kan derfor have sproglige fejl eller mangler. Denne skabelon kan fjernes efter kontrol af indholdet. |

Organiseret vildskab er en dansk dokumentarfilm fra 2022 instrueret af Phie Ambo.

## Handling
Danmark er, næstefter Bangladesh, det meste opdyrkede land i verden. Det kan ses på vores biodiversitet, som er styrtdykket siden 1980´erne. Vi har faktisk under to procent vild natur tilbage i Danmark, og nu skal der gøres noget ved det.
I fire år har Phie Ambo fulgt det store rewildingprojekt i Hammer Bakker i Nordjylland. Et stort område med produktionsskov skal omdannes til vild natur med græssere, sommerfugle og måske endda et par kongeørne.
Men hvordan gør man noget vildt, der har været tæmmet så længe? Og hvor vildt må det egentlig blive? Organiseret vildskab handler om, hvordan vi kan redde stumperne af den danske natur, og hvordan vi mennesker kan indgå i den store fortælling, som er naturens.